# Junko Isoda
Junko Isoda –en japonés, 磯田順子, Isoda Junko– (Tokio, 11 de marzo de 1981) es una deportista japonesa que compitió en natación. Ganó una medalla de bronce en el Campeonato Pan-Pacífico de Natación de 1997, en la prueba de 4 × 100 m estilos.

## Palmarés internacional
| Campeonato Pan-Pacífico | Campeonato Pan-Pacífico | Campeonato Pan-Pacífico | Campeonato Pan-Pacífico |
| Año                     | Lugar                   | Medalla                 | Prueba                  |
| ----------------------- | ----------------------- | ----------------------- | ----------------------- |
| 1997                    | Fukuoka (Japón)         | Medalla de bronce       | 4 × 100 m estilos       |